# 九江市博物館
九江市博物館是地方綜合性的博物館，是九江的文物收藏、陳列展覽和學術研究中心。

## 历史
於1978年6月建成，2006年，九江市博物館的新館通過批准，建築面積達到15000平方米。

## 相關網站及参考资料
- 九江市博物館簡介